# Левин, Григорий Исаакович
Григорий Исаакович Левин (1920—1985) — советский инженер-конструктор и специалист в области создания космических средств военного и гражданского назначения, кандидат технических наук (1959), полковник (1961), участник создания и запуска первого в мире искусственного спутника Земли (1957). Лауреат Ленинской премии (1961). Участник Великой Отечественной войны.

## Биография
Родился 12 февраля 1920 года в городе Городня, Черниговской губернии.

### Образование и участие в Великой Отечественной войне
В 1941 году после окончания Ленинградского института инженеров связи имени М. А. Бонч-Бруевича направлен в Высшую военную школу ПВО РККА по окончании которой с 1942 года был направлен в действующую армию. С 1942 года участник Великой Отечественной войны в составе Северного фронта ПВО в должностях помощника командира батареи артиллерийского полка ПВО и начальника контрольно-ремонтной станции дивизии ПВО. С 1944 по 1945 год — помощник начальника 2-го отдела 84-й дивизии ПВО.

### В НИИ-4 и участие в Космической программе
С 1947 года после окончания Военной академии связи имени С. М. Будённого был направлен в НИИ-4 Министерства обороны СССР где служил на должностях: с 1947 по 1949 год — научный сотрудник, с 1949 по 1950 год — старший научный сотрудник, с 1950 по 1957 год — руководитель лаборатории, с 1957 по 1959 год — заместитель начальника и с 1959 по 1960 год — начальник отдела, с 1960 по 1964 год — заместитель начальника НИИ-4 по специальности, с 1964 по 1972 год — заместитель начальника 1-го управления НИИ-4. В 1959 году приказом ВАК СССР Г. И. Левину была присвоена учёная степень кандидат технических наук, в 1961 году Приказом МО СССР ему было присвоено воинское звание полковник. Г. И. Левин занимался вопросами в области создания космических средств военного и народнохозяйственного назначения, в том числе с созданием и перспективами развития космических средств измерительного и командно-измерительного комплекса. Г. И. Левин являлся руководителем научно-исследовательских работ в области обоснования требований, задач, роли и места космических средств, он так же являлся руководителем научной группы по разработке проекта по развертыванию первых работ в области военного космоса и проведения совместно с Министерством обороны СССР совместных исследований по обоснованию перспективных целевых космических комплексов. Под руководством Г. И. Левина были заложены основные принципы оценки эффективности, разработки, перспектив развития и обоснования ряда целевых космических средств. В 1957 году был участником запуска Первого в мире искусственного спутника Земли.
3 марта 1950 года «закрытым» Постановлением СМ СССР «За разработку автоматического измерительного комплекса для оперативного определения выхода космических ракет и космических кораблей спутников Земли на заданную орбиту и точное прогнозирование их полёта; вычисление по данным измерений координат падения, параметров облёта Луны и возвращения к Земле; обеспечение высокой точности приземления корабля-спутника; техническую подготовку измерительных средств полигона к запуску ракет на Луну и вокруг Луны и космических кораблей-спутников Земли» Г. И. Левин был удостоен Ленинской премии.
С 1972 года на научно-исследовательской работе в НИИ микроприборовт МЭП СССР.
Скончался 30 марта 1985 года в Москве, похоронен на Невзоровском кладбище Московской области.

## Награды
- Орден Отечественной войны II степени (04.09.1944)
- Орден Красной Звезды (1956, 1957)
- Орден «Знак Почёта» (1968)[5][1][2][3]

### Премии
- Ленинская премия (3.03.1950)[1][4][3]